# Robert Hagmann
Robert Hagmann   (Bellach, 2 d'abril de 1942) és un ciclista suís, ja retirat, que fou professional entre 1962 i 1970. Durant la seva carrera esportiva aconseguí poques victòries, però totes elles de prestigi: cinc etapes a la Volta a Suïssa, dues al Tour de Romandia i per damunt de tot la victòria al Campionat de Suïssa en ruta de 1965 i el Campionat de Zúric de 1967.

## Palmarès
- 1964
  - Vencedor d'una etapa de la Volta a Suïssa
- 1965
  -  Campió de Suïssa en ruta
  - Vencedor d'una etapa de la Volta a Suïssa
- 1967
  - 1r al Campionat de Zúric
  - Vencedor d'una etapa del Tour de Romandia
- 1968
  - Vencedor de 3 etapes de la Volta a Suïssa
  - Vencedor d'una etapa del Tour de Romandia